# Toverland
Toverland est un parc d'attractions situé à Sevenum, dans la Province de Limbourg, aux Pays-Bas.

## Histoire
Ouvert en 2001, Toverland n'était composé à l'époque que d'une seule halle. Les attractions étant toutes à l'abri, le parc a pu dès ses débuts rester ouvert toute l'année. En 2004, une deuxième halle est construite et baptisée "Magic Forest", la partie extérieure est aussi inaugurée. Le parc accueille 430 000 visiteurs en 2006. 2007 est une grande année pour le parc, puisqu'il ouvre ses premières montagnes russes en bois : Troy.
En 2010, Toverland est le cinquième parc néerlandais en termes de fréquentation. Il reçoit 500 000 visiteurs, Efteling et ses 4 millions de visiteurs étant en tête.. La zone extérieure, "Magische Vallei", sort de terre, fin 2012, lors de l'ouverture de sa 1re phase avec D'wervelwind et, début 2013, lors de l'ouverture de sa 2e phase avec sa rivière rapide en bouées Djengu River. Malgré l'arrivée de cette nouvelle zone extérieure, Toverland reste encore ouvert 365 jours par an, la partie extérieure  fermant durant la période hivernale. La fréquentation atteint le nombre de 673 000 visiteurs en 2014.
En 2018, Toverland investit une somme importante dans la création de deux nouvelles zones : "Port Laguna" et "Avalon". "Port Laguna" étant une zone au thème portuaire servant de nouvelle entrée au parc, l'ancienne entrée subsiste pour être utilisée l'hiver. "Avalon" est une zone thématique inspirée de l'île d'Avalon, île où fût forgée Excalibur. Cette nouvelle zone accueille deux attractions : Fenix, des montagnes russes Wing Rider de Bolliger & Mabillard, d'une hauteur de 40 m et d'une longueur de 813 m, et Merlin's Quest, une croisière scénique pourvu d'une petite partie en intérieur. Cela fait grimper la fréquentation à 812 000 entrées, puis à 862 000 entrées en 2019.

## Le parc d'attractions
Le parc est divisé en 6 zones :
- Het Land van Toos

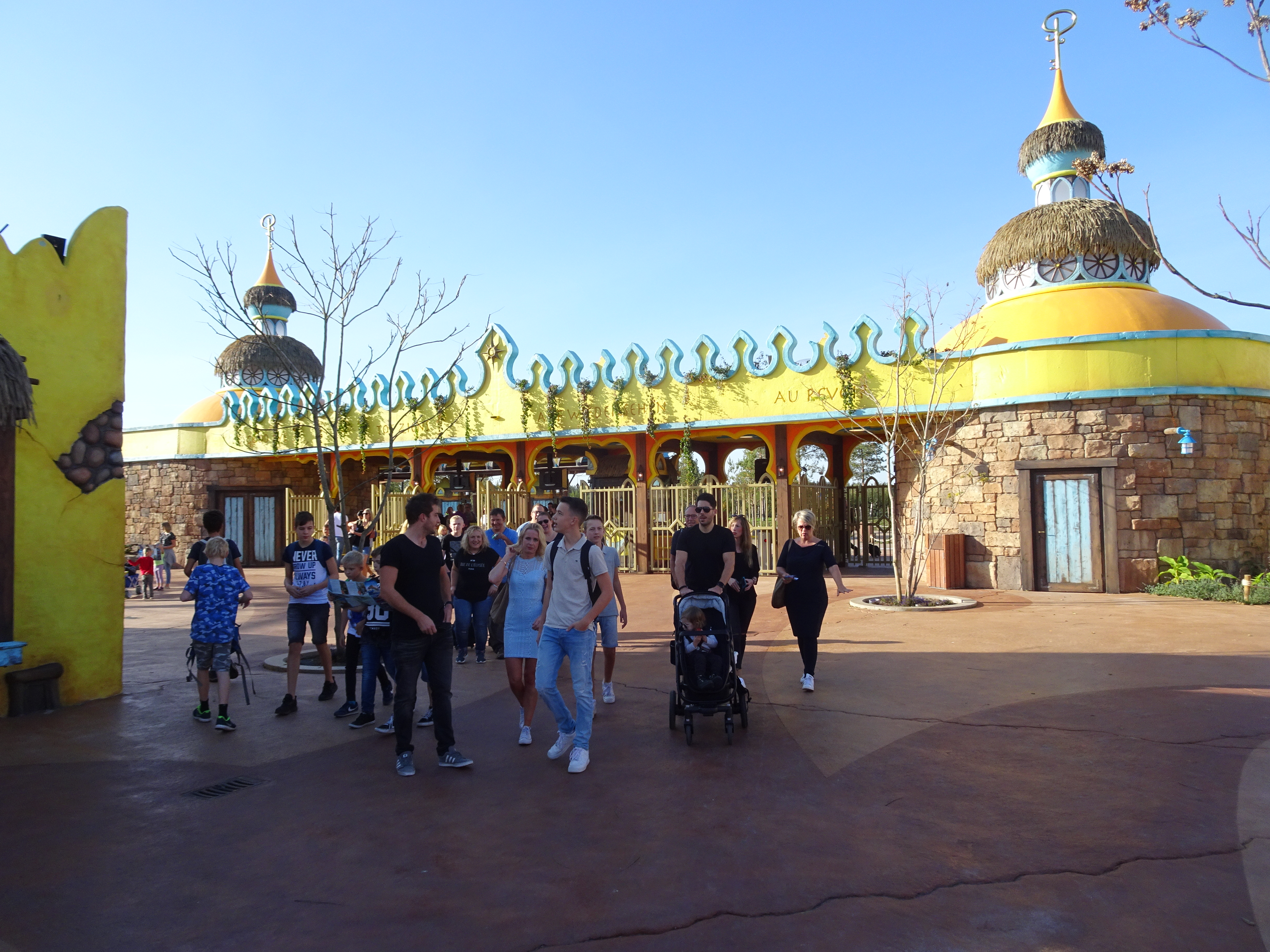
Entrée du parc

- Wunderwald (anciennement Magic Forest)
- Magische Vallei
- Ithaka (anciennement Troy Gebied)
- Port Laguna (zone d'entrée)
- Avalon

### Les montagnes russes
| Nom          | Type                           | Constructeur                 | Année |
| ------------ | ------------------------------ | ---------------------------- | ----- |
| Booster Bike | De motos                       | Vekoma                       | 2004  |
| D'wervelwind | Tournoyantes                   | Mack Rides                   | 2012  |
| Fenix        | Wing                           | Bolliger & Mabillard         | 2018  |
| Toos Express | Junior / Vekoma Junior Coaster | Vekoma                       | 2001  |
| Troy         | Bois                           | Great Coasters International | 2007  |

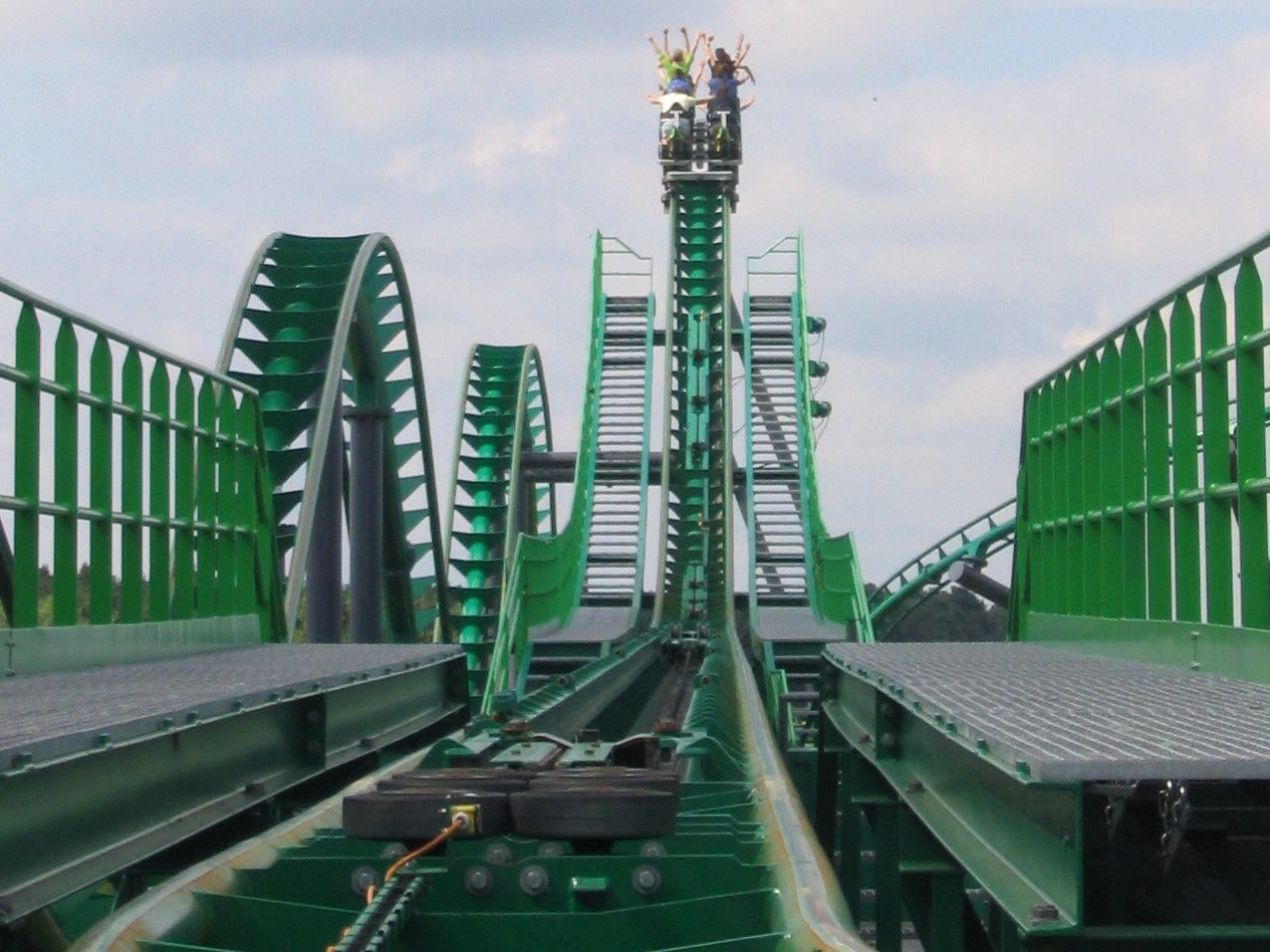
Booster Bike
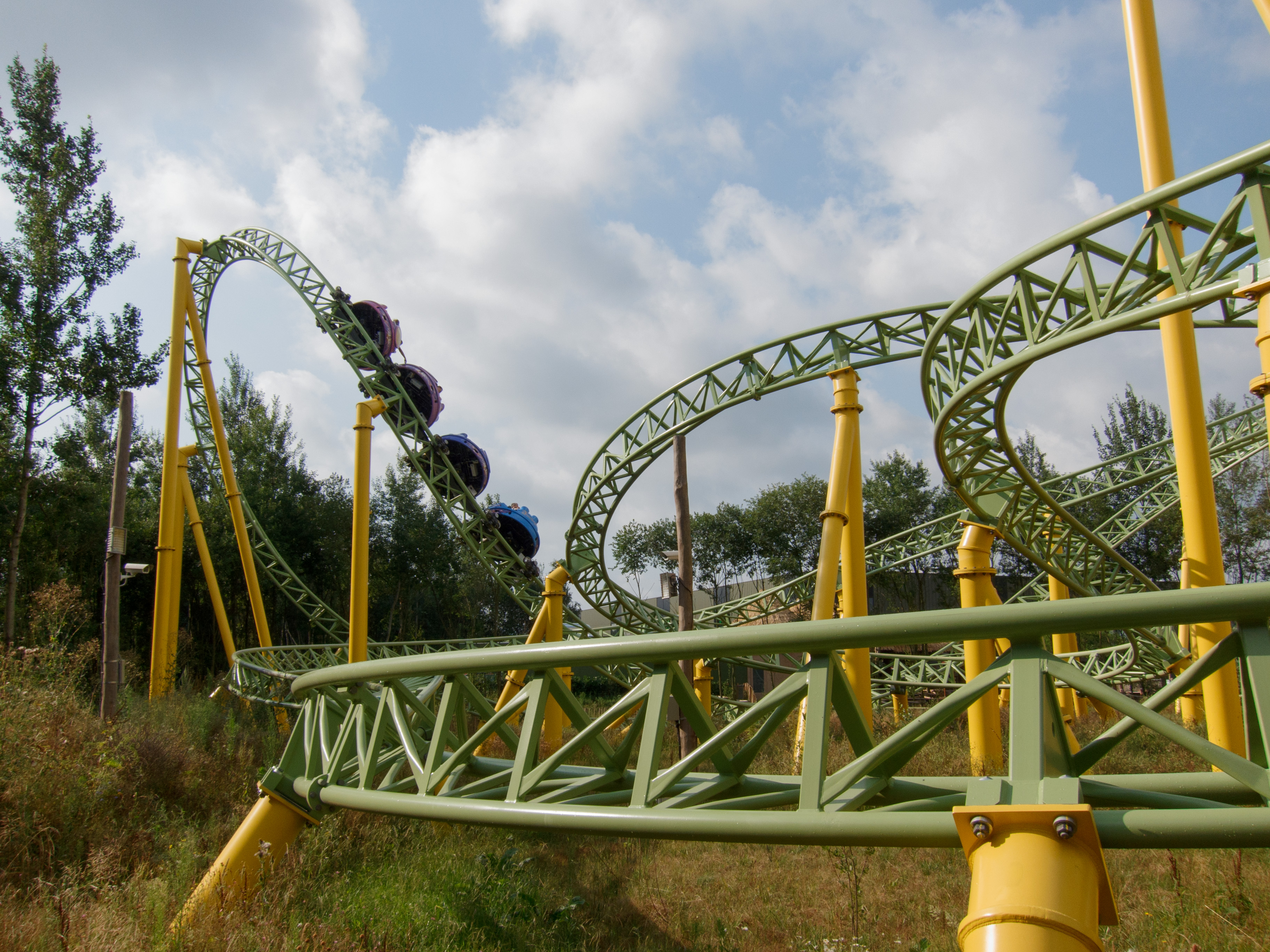
Dwervelwind
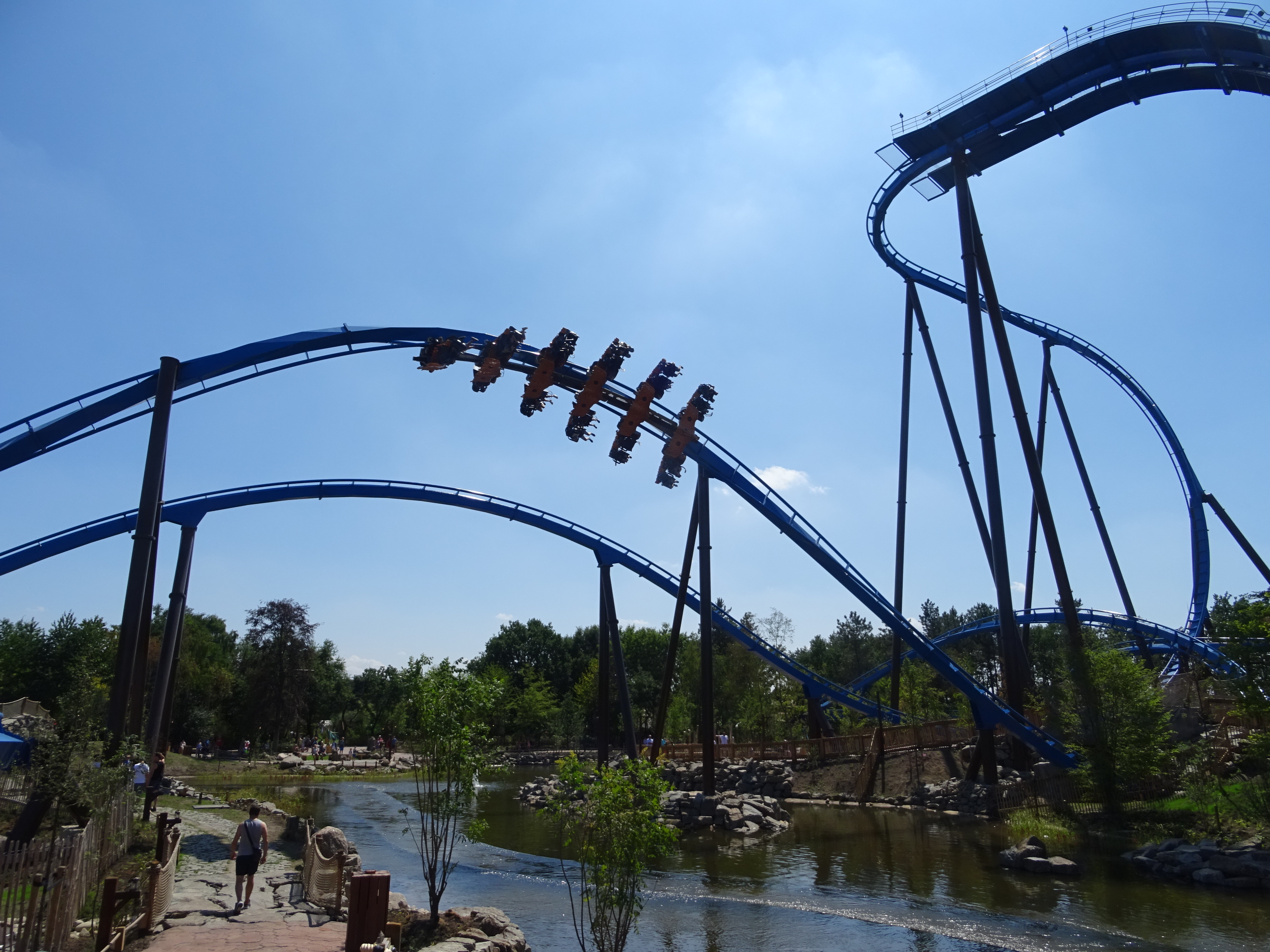
Fenix
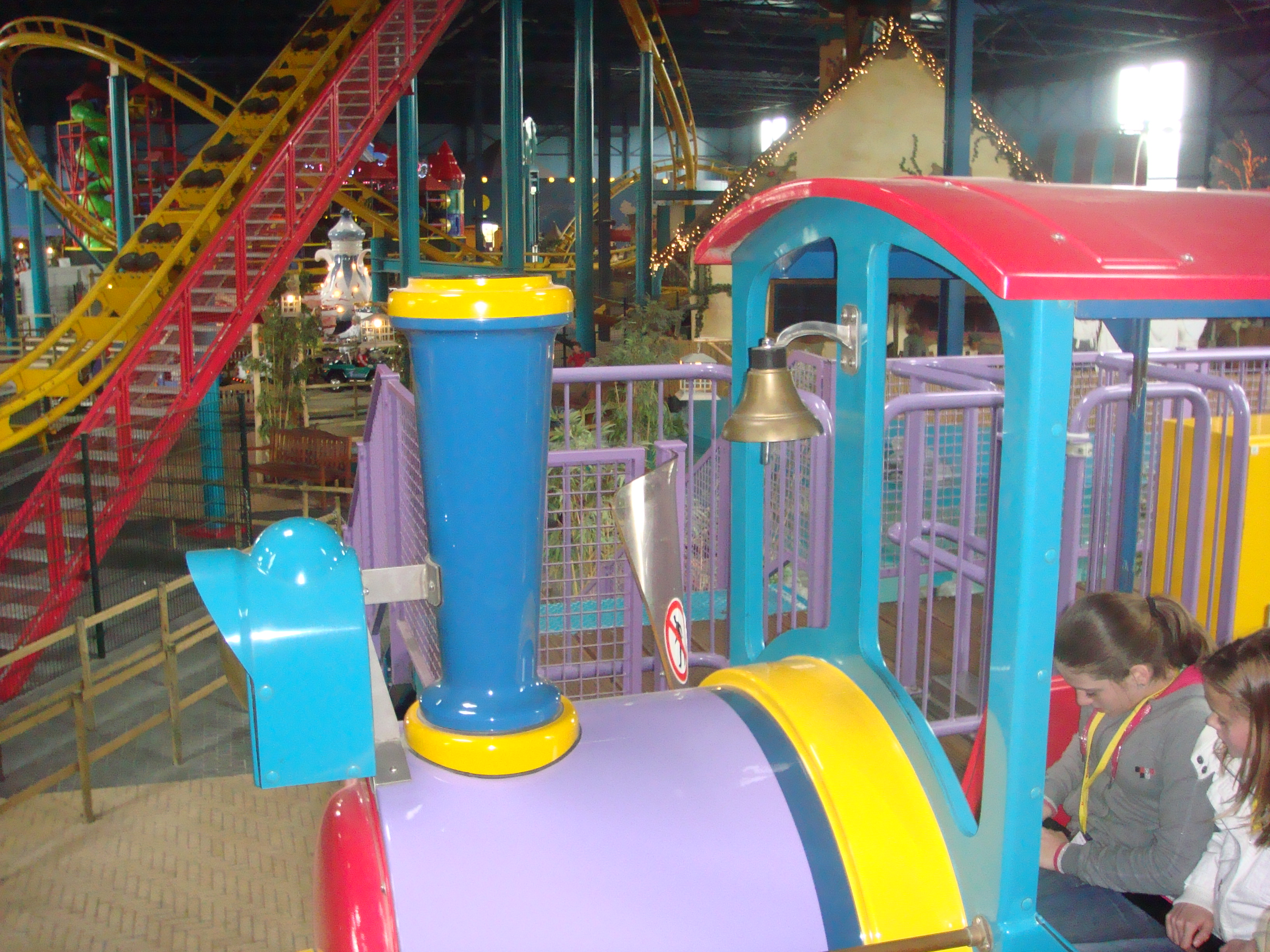
Toos Express
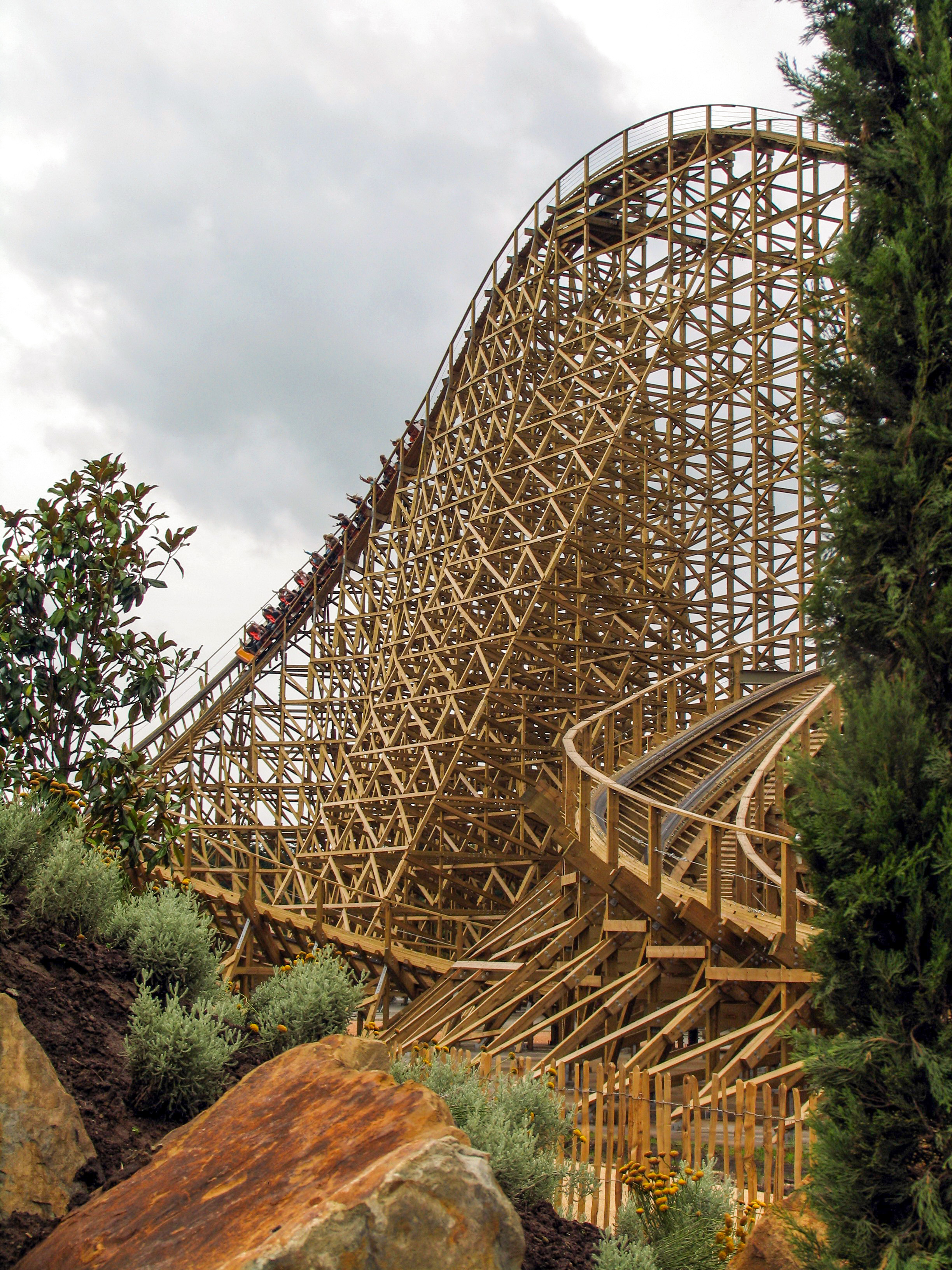
Troy

### Les attractions aquatiques
| Nom             | Type               | Constructeur | Année |
| --------------- | ------------------ | ------------ | ----- |
| Aqua Snake      | Hara Kiri          | Van Egdom    | 2002  |
| Djengu River    | Bouées             | Hafema       | 2013  |
| Expedition Zork | Bûches             | Mack Rides   | 2004  |
| Merlin's Quest  | Croisière scénique | Mack Rides   | 2018  |
| Hara Kiri       | Hara Kiri          | Van Egdom    | 2002  |

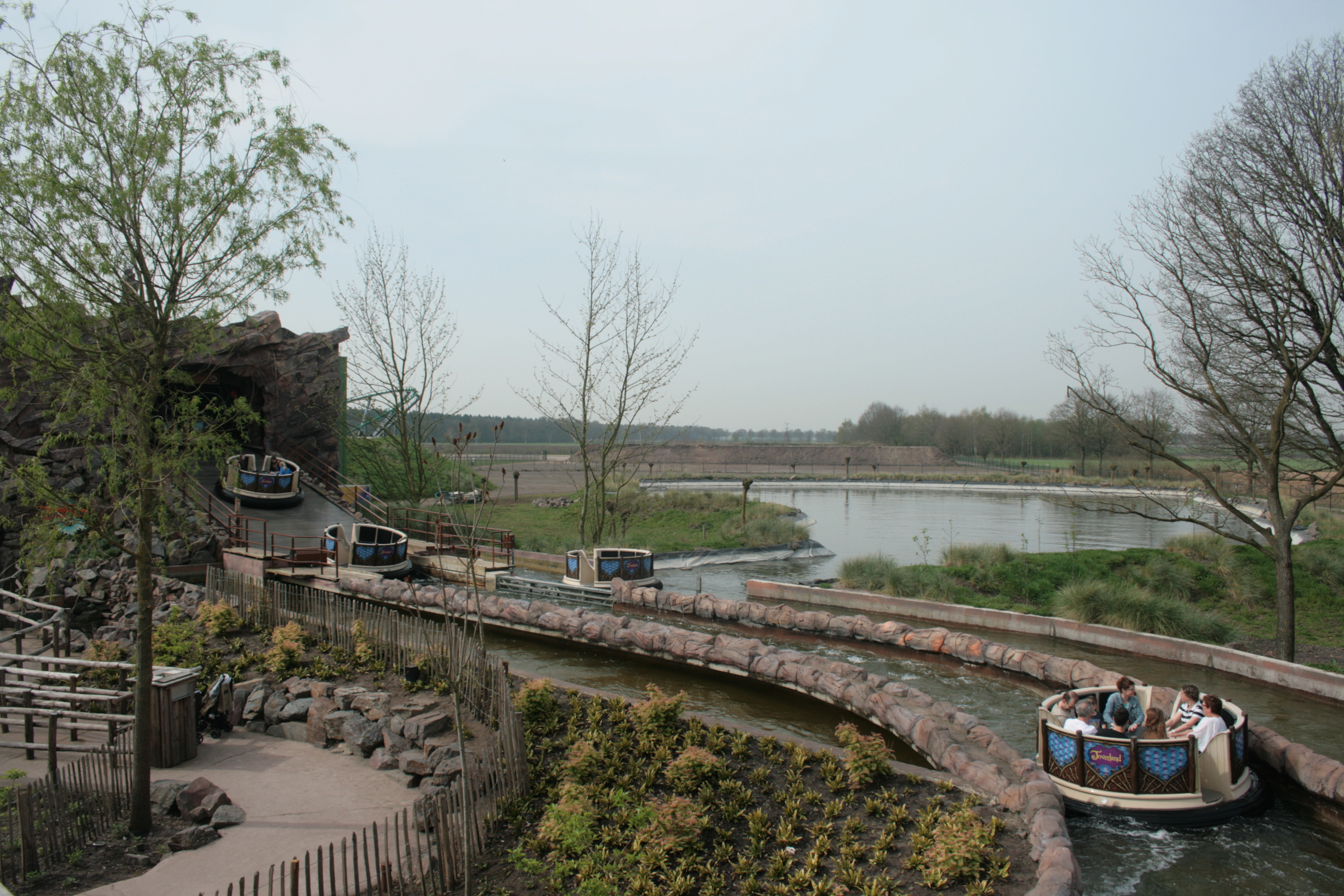
Djengu River
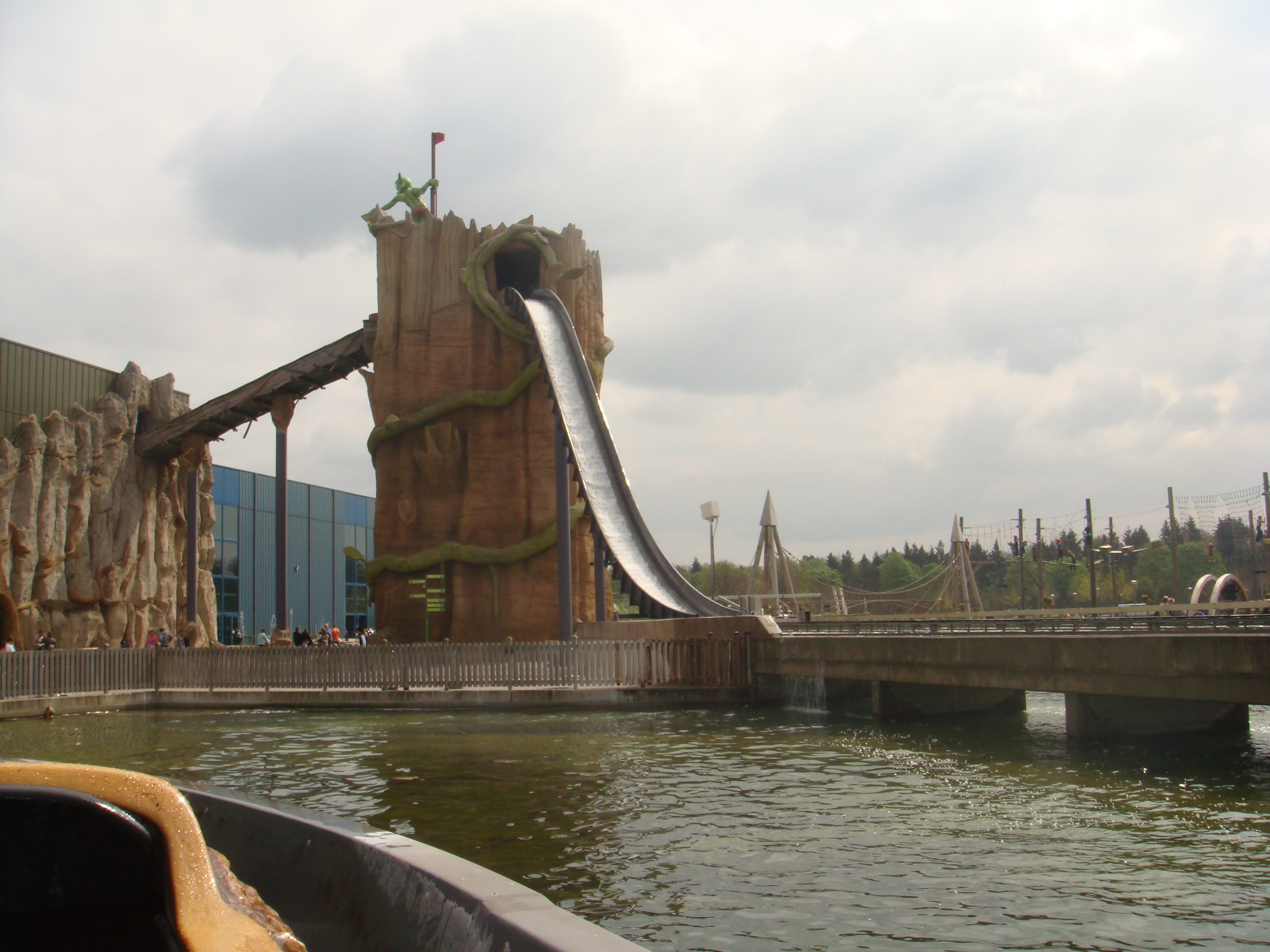
Expedition Zork

### Autres attractions
- Appel carrousel - Train junior, 2001
- Coco Bolo - Tower, 2013 (Heege Freizeittechnik)
- Dragonwatch - Parachute Tower, 2023 (Intamin)
- Maximus Blitz Bahn - Luge d'été, 2015 (Wiegand)
- Morrelhopper - Tour de chute junior, 2002 (SBF Visa Group)
- Paardencarrousel - Carrousel, 2004
- Paarden van Ithaka - Chevaux Galopants, 2010 (Metallbau Emmeln)
- Pixarus - Sky Fly, 2023 (Gerstlauer)
- Scorpios - Bateau à bascule, 2010 (Metallbau Emmeln)
- Sim sa la swing - Chaises volantes, 2001 (Zierer)
- Survivalbaan - Parcours acrobatique sur des câbles, 2001
- Swampie's Swing - Kontiki, 2004 (Zierer)
- Tea cups - Tasses, 2001 (Zamperla)
- Tolly Molly - Manège, 2013 (Metallbau Emmeln)
- Toverhuis - Magic Wand, 2008 (Lagotronics)
- Truckparcours - Parcours de jeep, 2001
- Twist & Turn - Flying Wheel, 2005 (Metallbau Emmeln)
- Villa Fiasco - palais du rire, 2004

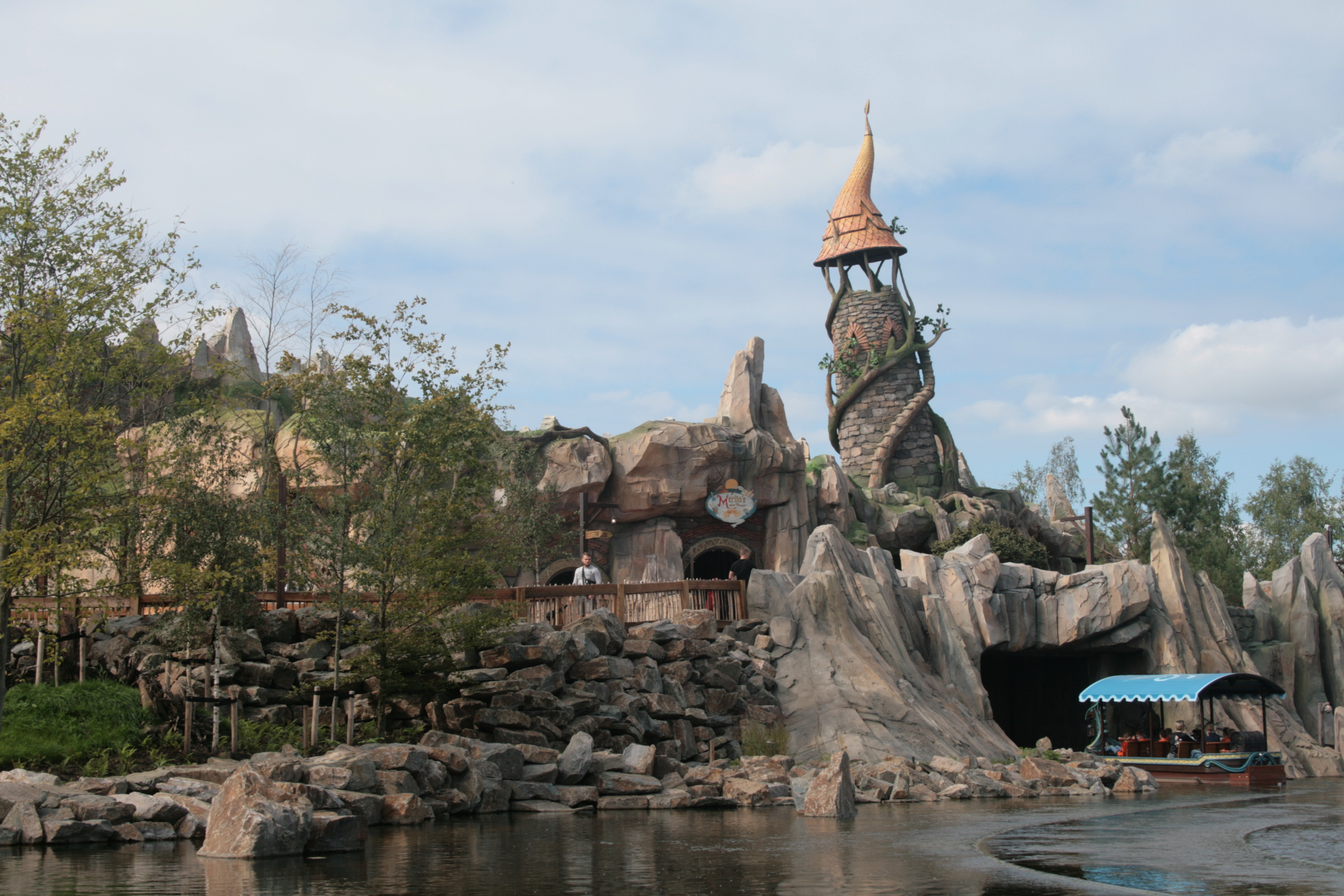
Merlin's Quest dans la zone Avalon.
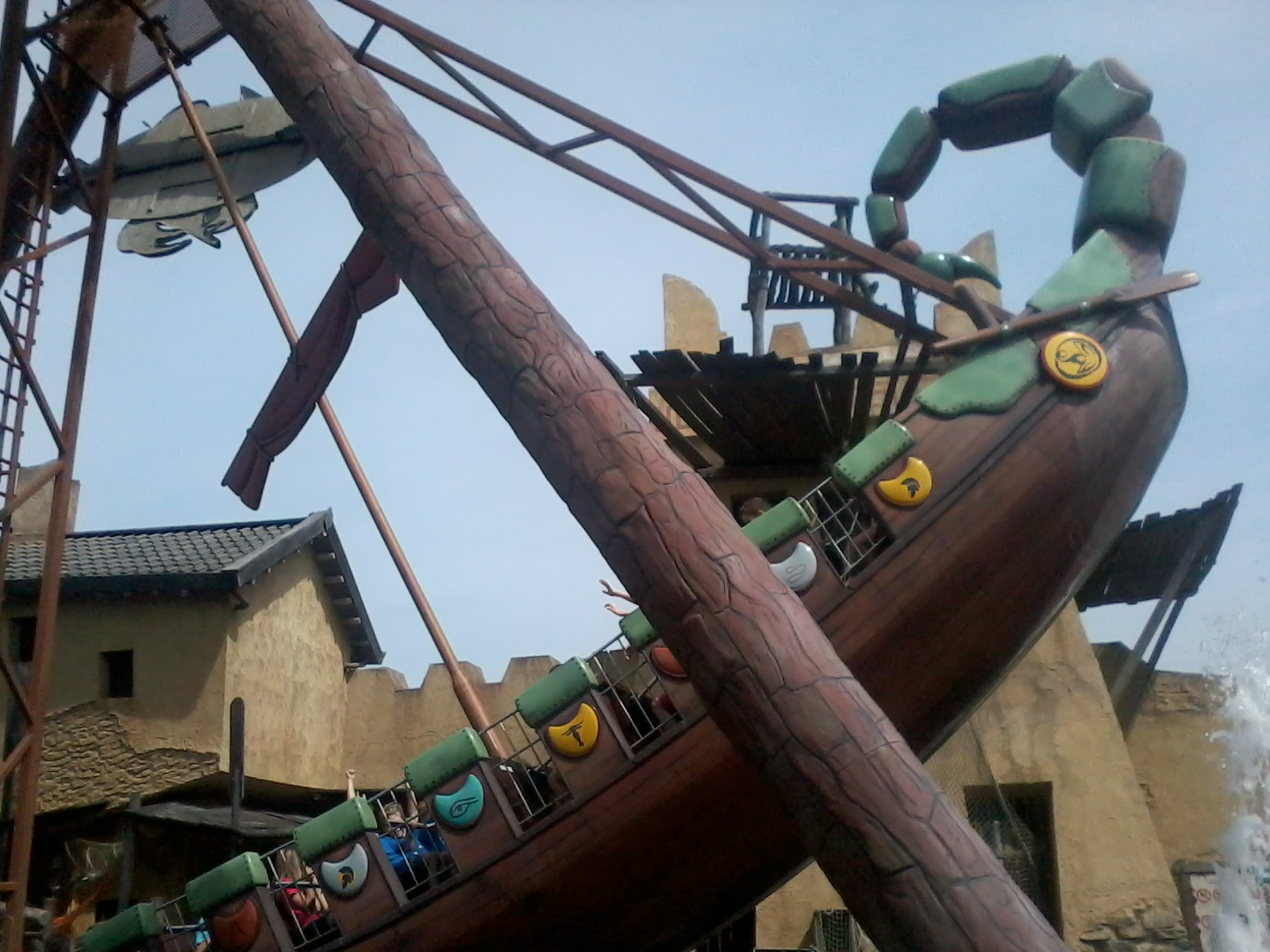
Scorpios
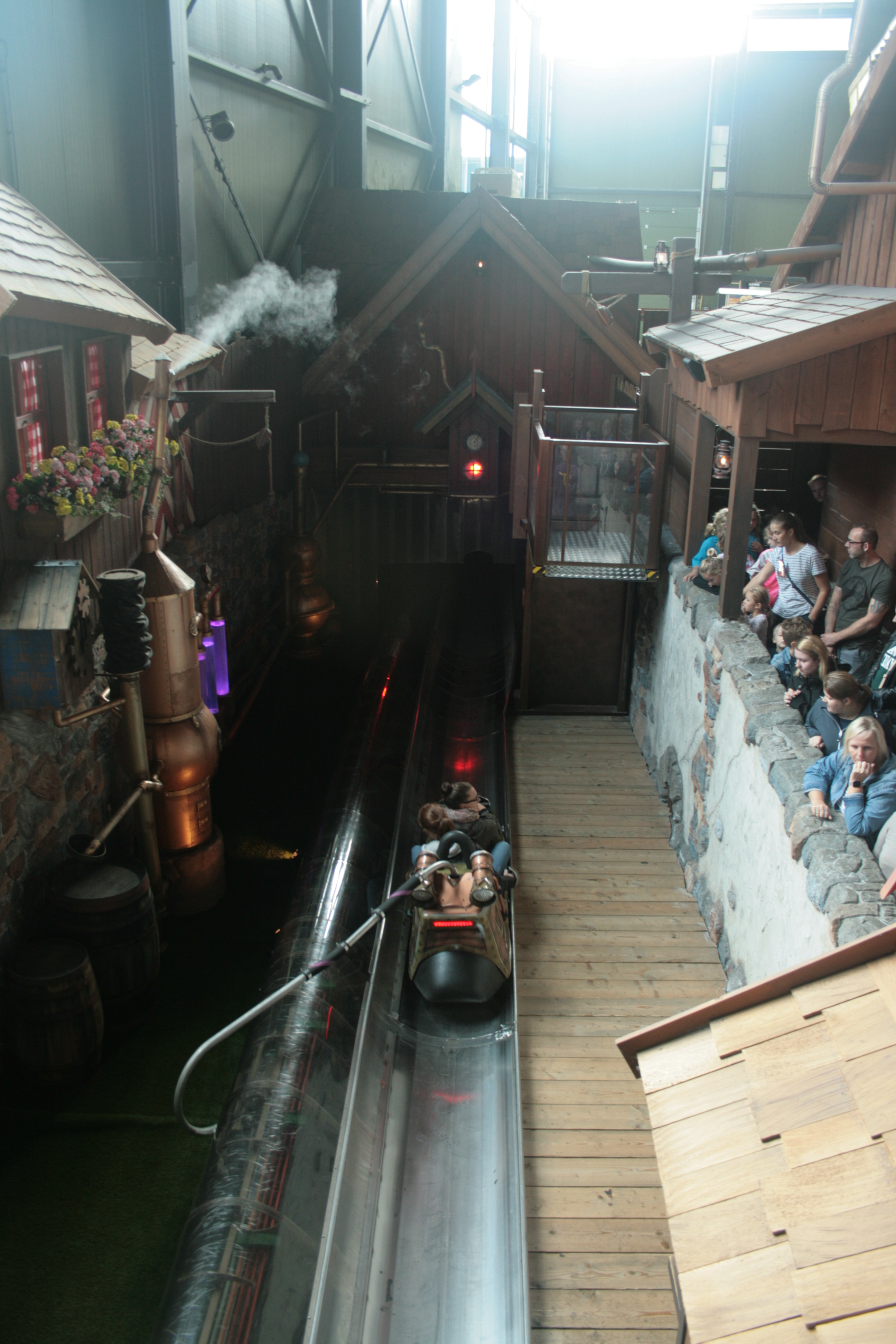
Maximus Blitz Bahn
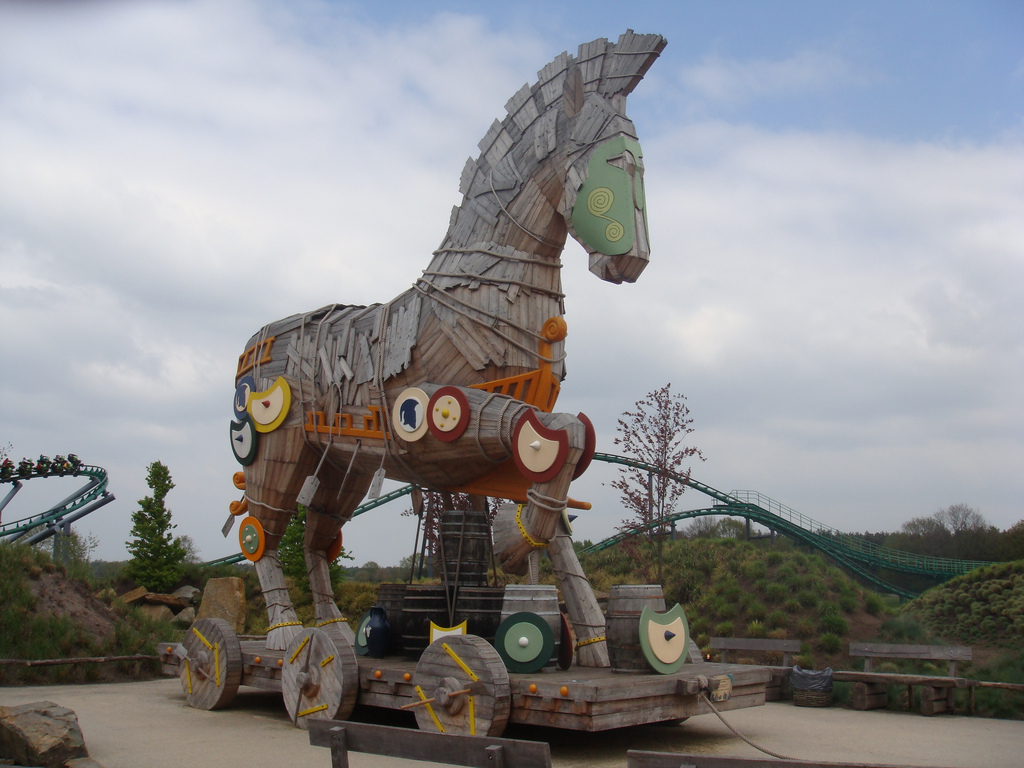
Cheval de Troie dans la zone Ithaka.